# Figueiredo (Amares)
Pour les articles homonymes, voir Figueiredo.
Figueiredo est un village appartenant au district (concelho) d’Amares dans la région de Minho au Portugal.
Sa population était de 1 104 personnes en 2011.